# 波摩纳
波摩纳（英語：Pomona）。古罗马宗教与神话中职掌森林的女性神祇之一。她同时也负责植物的栽培与生产。在古罗马，其事迹亦常常反映于相关的文学作品之中。